# Eriovixia laglaizei
Eriovixia laglaizei (Simon, 1877) è un ragno appartenente alla famiglia Araneidae.

## Etimologia
Il nome della specie deriva dal naturalista, collezionista ed ornitologo Léon Laglaize

## Caratteristiche
L'olotipo femminile rinvenuto ha dimensioni: cefalotorace lungo 2,48mm, largo 2,00mm; opistosoma lungo 4.00mm, largo 3,00mm.

## Distribuzione
La specie è stata rinvenuta in India, nell'area fra la Cina e le Filippine, e in Nuova Guinea: la località filippina è il villaggio Barangay Uno, presso Koronadal, nella provincia di South Cotabato.

## Tassonomia
Al 2014 non sono note sottospecie e dal 2010 non sono stati esaminati nuovi esemplari.